# Luciano Pavarotti
Luciano Pavarotti OMRI (Módena, 12 de outubro de 1935 – Módena, 6 de setembro de 2007) foi um cantor (tenor lírico) italiano, grande intérprete das obras de Bellini, Donizetti, Verdi e Puccini, dentre outros em seu grande repertório. É reconhecido como o tenor que popularizou mundialmente a ópera.
Pavarotti começou sua carreira profissional como tenor lírico em 1961 na Itália. Em 1961, fez sua primeira performance internacional, em La Traviata de Giuseppe Verdi, em Belgrado, na Sérvia (então Iugoslávia). Cantou nas maiores casas de óperas da Itália, nos Países Baixos, em Viena, Londres, Ancara, Budapeste, Barcelona e Rio de Janeiro. O jovem tenor tornou-se conhecido durante uma turnê australiana ao lado da renomada soprano Joan Sutherland em 1965. Ele fez sua estreia nos Estados Unidos em Miami, também a convite da soprano. Sua posição como o tenor lírico líder de sua geração veio entre os anos de 1966 e 1972, durante suas performances no Teatro alla Scala de Milão e em outras casas de ópera italianas. No Metropolitan Opera House, ele cantou o papel de Tonio de La fille du régiment de Gaetano Donizetti e recebeu o título de "Rei dos Dós", quando ele cantou a ária "Ah mes amis…pour mon âme". Ganhou fama mundial com seu brilhante e bonito tom, especialmente pelo alcance. Ele foi considerado o melhor tenor em Aida de Verdi e La Bohème, Tosca e Madama Butterfly (Giacomo Puccini) de sua geração, mesmo com alguns dos papéis não serem específicos para seu tipo vocal. No fim da década de 1970 e 1980, ele continuou apresentando-se nos maiores teatros do mundo.
Tornou-se popular entre o público na Copa do Mundo de 1990 na Itália, com performances da ária "Nessun Dorma", da ópera Turandot, de Giacomo Puccini, na apresentação dos Os Três Tenores, ao lado dos tenores e amigos Plácido Domingo e José Carreras. Os três apresentaram-se novamente diversas vezes.
Sua última performance em uma ópera, no Metropolitan Ópera foi em setembro de 2004. Um ano depois, a Fundação Ítalo-Americana nacional o indicou a Calçada Ítalo-Americana da Fama, em reconhecimento ao seu trabalho durante toda a vida. Sua última aparição em um palco foi na abertura dos Jogos Olímpicos de Inverno, em Turim, em 2006, quando ele cantou pela última vez "Nessun Dorma" e recebeu uma ovação calorosa de milhares de pessoas.
No dia 6 de setembro de 2007, ele morreu em sua casa, em Módena, devido a um câncer no pâncreas, aos 71 anos.
Pavarotti gravou duetos com Andrea Bocelli, Frank Sinatra, Anastacia, Zucchero, Eros Ramazzotti, James Brown, Ricky Martin, Simon Le Bon, Laura Pausini, Dolores O'Riordan, Elton John, Spice Girls, Bryan Adams, Queen, Mariah Carey, Céline Dion, Jon Bon Jovi, The Corrs, U2, Roberto Carlos, Mercedes Sosa, Lisa Mineli, Montserrat Caballé, entre outros, especialmente para causas beneficentes, nas quais se envolveu bastante.

## Biografia
Luciano Pavarotti nasceu em 1935, em Modena, no Norte da Itália. Filho de Fernando Pavarotti, um padeiro e tenor amador, e Adele Venturi, uma funcionária de uma fábrica de cigarros. Mesmo que ele falasse bem de sua infância, sabe-se que tinham pouco dinheiro e viviam todos em um pequeno apartamento de dois quartos. De acordo com Pavarotti, seu pai tinha uma ótima voz de tenor, mas rejeitou a possibilidade de seguir a carreira musical por causa do nervosismo. A Segunda Guerra Mundial forçou a família a mudar-se de cidade em 1943. No ano seguinte, se mudaram para uma pequena residência em um campo, onde o jovem Pavarotti desenvolveu um interesse na agricultura.
Após abandonar o sonho de se tornar um goleiro de futebol, Pavarotti passou sete anos em treinamento vocal. As primeiras influências musicais de Pavarotti vieram das gravações de seu pai, muitas dessas sendo de Beniamino Gigli, Giovanni Martinelli, Tito Schipa e Enrico Caruso. O tenor favorito de Pavarotti e ídolo foi Giuseppe Di Stefano. Ele também foi muito influenciado por Mario Lanza. Aos nove anos de idade, ele começou a cantar com seu pai no pequeno coral local.
Durante a adolescência chegou a ter aulas de violão, mas não levou o estudo do instrumento adiante.
Após ter tido um interesse típico em esportes, o que parece ser normal para uma criança, ele graduou-se na Escola Magistrale e ficou face-a-face com um dilema de que carreira escolher. Ele sempre foi interessado na carreira de goleiro, mas sua mãe o convenceu a ser professor. Ele, consequentemente, lecionou em uma escola primária por dois anos, mas finalmente seguiu na carreira musical. Seu pai, sabendo dos riscos dessa carreira, apenas o aconselhou com relutância.
Pavarotti começou seus estudos de música em 1954, aos 19 anos de idade com Arrigo Pola, um respeitado professor e tenor profissional em Modena, oferecendo-lhe aulas sem remuneração. Em 1955, ele cantou pela primeira vez com sucesso, quando ele era membro do Corale Rossini, um coral masculino de Módena, que seu pai também fazia parte, com quem ele ganhou o Prêmio Internacional Eisteddofd em Llandollen, Gales. Posteriormente, ele disse que esse foi a experiência mais importante da sua vida e que o inspirou a ser um cantor profissional. Nesse período, Pavarotti conheceu Adua Veroni. Eles se casaram em 1961.
Quando seu professor, Arrigo Pola, se mudou para o Japão, Pavarotti começou a estudar com Ettore Campogalliani, que também foi professor da amiga de infância de Pavarotti, Mirella Freni, cuja mãe tinha trabalhado com a mãe de Luciano na fábrica de cigarros. Como Pavarotti, Freni estava destinada a ter uma grande carreira operística. Eles dividiram o palco em performances memoráveis e fizeram grandes gravações juntos.
Durante os anos de estudo musical, Pavarotti teve dois empregos para se sustentar" — o primeiro como professor de uma escola primária e o segundo como vendedor de seguros. Quando um nódulo em suas cordas vocais fez ele ter um concerto "desastroso" em Ferrara, ele resolveu desistir da carreira de cantor. O melhor cantor do mundo.

## Carreira

### Décadas de 1960 e 1970

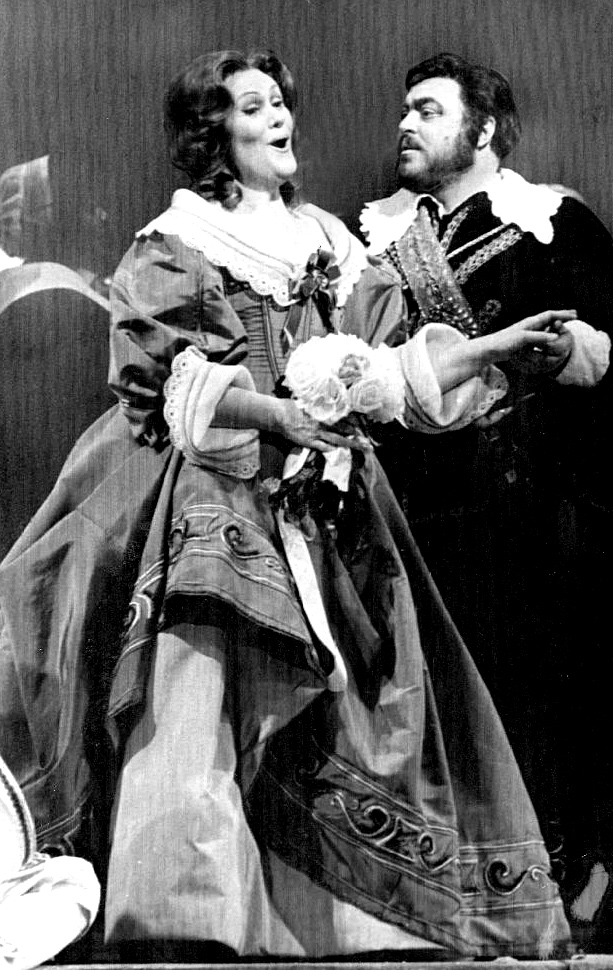
Luciano Pavarotti e Joan Sutherland no concerto I Puritani.

Pavarotti começou sua carreira como tenor em pequenas casas de óperas regionais, fazendo sua estreia como Rodolfo em La Bohème (Puccini) no Teatro Municipal em Reggio Emilia em 29 abril de 1961.
Logo no início da sua carreira, dia 23 de fevereiro de 1963, ele estreou na Ópera Estatal de Viena, no mesmo papel. Em março e abril de 1963, Viena voltou a vê-lo no papel de Rodolfo e Duca de Mantova, em Rigoletto (Verdi). No mesmo ano, ele interpretou Rodolfo no Royal Opera House, Covent Garden, em Londres, substituindo Giuseppe di Stefano que estava indisposto.
Mesmo tendo sucesso nas suas interpretações, os primeiros papéis de Pavarotti não o levaram ao estrelado que alcançaria depois. Seu envolvimento com a soprano Joan Sutherland (e seu marido, o maestro Richard Bonynge), que em 1963 procuravam um tenor mais alto do que ela para acompanhá-la em uma turnê australiana. Com seus mais de 1,80 metro de altura e sua presença física, Pavarotti era o ideal. Os dois cantaram quarenta performances em dois meses e posteriormente, Pavarotti creditou a Sutherland sua técnica de respiração, que sustentaria sua carreira.
Pavarotti fez sua estreia estadunidense na Grande Ópera de Miami em fevereiro de 1965, cantando em Lucia di Lammermoor, de Gaetano Donizetti, ao lado de Joan Sutherland. O tenor que iria cantar, inicialmente o papel, ficou doente repentinamente. Como Sutherland já havia feito uma turnê com o jovem Pavarotti, acreditava que ele estaria familiarizado com o papel.
Logo após, em 28 de abril, Pavarotti fez sua estreia no La Scala, revivendo a famosa produção de La Bohème de Franco Zeffirelli, com sua amiga de infância Mirella Freni, e Herbert von Karajan conduzindo. Após uma extensiva turnê australiana, ele retornou ao La Scala, onde cantou o papel de Tebaldo em I Capuleti e i Montecchi, em 26 de março de 1966, com Giacomo Aragall como Romeo. Sua primeira performance como Tonio em La fille du régiment de Donizetti, no Royal Opera House, Covent Garden, em 2 de junho do mesmo ano. Foi nessa performance que ele ganhou o título de "Rei dos Dós". Ele conseguiu outro triunfo em Roma, dia 21 de novembro de 1969, quando cantou em I Lombardi, de Verdi, com Renata Scotto.
Seu maior sucesso nos Estados Unidos veio em 17 de fevereiro de 1972, em uma produção de La fille du régiment, no Metropolitan Opera House em Nova Iorque, quando ele levou o público ao delírio, alcançando nove dós na ária "pour mon âme". Ele bateu o recorde, sendo chamado dezessete vezes ao palco.
Pavarotti cantou seu primeiro recital internacional no William Jewell College, em Liberty, Missouri em 1 de fevereiro de 1973. Por seu nervosismo e seu suor em excesso, ele levou um lenço ao seu recital, então esse tornou-se sua marca registrada.
Ele começou a frequentar performances televisivas em março de 1977, com Rodolfo (La Bohème) na primeira produção de Live from the Met. Ele recebeu inúmeros Grammys e discos de ouro e platina por suas performances. Entre os discos que encabeçam a lista, estão La Favorita (Gaetano Donizetti) com Fiorenza Cossotto, e I Puritani (Vincenzo Bellini), com Joan Sutherland.
Em 1976, Pavarotti fez sua estreia no Festival de Salzburgo, aparecendo em um recital solo dia 31 de julho, acompanhado pelo pianista Leone Magiera. Pavarotti retornou ao festival em 1978, com um recital e no papel do Cantor Italiano em Der Rosenkavalier, de Richard Strauss, em 1983 com Idomeneo e em 1985 e 1988 com recitais solo. Em 1979, ele foi a capa da revista Time. No mesmo ano, Pavarotti retornou a Ópera Estatal de Viena após uma abstinência de quatorze anos. Com Herbert von Karajan, conduzindo, Pavarotti cantou o papel de Manrico em Il Trovatore. Em 1978, ele apareceu em um recital solo no Live from Lincoln Center.

### Décadas de 1980 e 1990
No início da década de 1980, ele criou a Competição Internacional Pavarotti de Voz, para jovens cantores, os vencedores cantaram ao lado dele em 1982, em La Bohème e L'elisir d'amore (Gaetano Donizetti). Na segunda competição, em 1986, os vencedores apresentaram-se em La Bohème e Un Ballo in Maschera (Verdi). Para celebrar seus 25 anos de carreira, ele levou os vencedores da competição para a Itália para performances de gala de La Bohème em Modena e Gênova e posteriormente para China, com a performance em Pequim. Para concluir a visita a China, Pavarotti interpretou pela primeira vez no Grande Hall das Pessoas, para 10 mil pessoas, recebendo uma ovação em pé pelos seus nove dó tenor. A terceira competição aconteceu em 1989, novamente apresentando L'Elisir D'Amore e Un ballo in maschera. Os vencedores da quinta competição acompanharam Pavarotti em performances na Filadélfia em 1997.
Na metade da década de 1980, Pavarotti retornou para as duas casas de ópera que lhe proporcionou sucesso: Ópera Estatal de Viena e Teatro alla Scala. Em Viena, Pavarotti interpretou Rodolfo em La Bohème com Carlos Kleiber conduzindo, juntamente com Mirella Freni como Mimi; como Nemorino em L'elisir d'amore; como Radamés em Aida, conduzido por Lorin Maazel; como Rodolfo em Luisa Miller e como Gustavo em Un Ballo in Maschera, conduzido por Claudio Abbado. Em 1996, Pavarotti apareceu pela última vez na companhia, em Andrea Chénier.
Em 1985, Pavarotti cantou Radamés no La Scala, ao lado de Maria Chiara, conduzidos por Maazel, sendo essa performance, gravada em vídeo. Sua performance da ária "Celeste Aida" recebeu uma ovação de dois minutos na noite de abertura. Em 1988, ele interpretou Rodolfo novamente, ao lado de Mirella Freni na Ópera de São Francisco, também gravado em vídeo. Em 1992, o La Scala viu Pavarotti na nova produção de Don Carlo, conduzida por Riccardo Muti. A performance de Pavarotti foi criticada por alguns observadores e vaiada por outros.

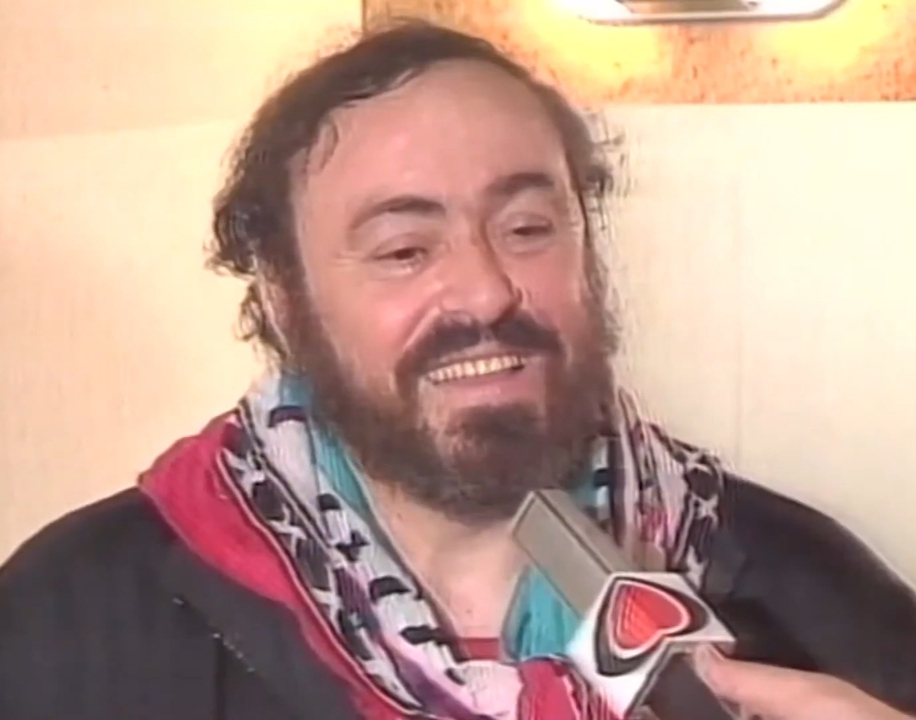
Pavarotti sendo entrevistado em 1990, durante a Copa do Mundo.

Pavarotti tornou-se mais conhecido mundialmente em 1990, quando cantou "Nessun Dorma", ária da ópera Turandot de Giacomo Puccini, sendo a música tema da Copa do Mundo da FIFA de 1990. A conquista da ária foi seguida pelo grande sucesso do primeiro concerto de Os Três Tenores, acontecendo no encerramento da Copa do Mundo, em Roma, com Plácido Domingo e José Carreras, sendo conduzidos por Zubin Mehta, tornando-se a gravação erudita mais vendida na história. Na década de 1990, Pavarotti apareceu em muitos concertos a céu aberto, incluindo concertos televisionados no Hyde Park em Londres, para um público de 150 mil pessoas. Em junho de 1993, para mais de 500 mil pessoas no Central Park, em Nova Iorque. Em setembro de 1993, ele apresentou-se na Torre Eiffel em Paris, cantando para mais de 300 mil pessoas. Seguindo o concerto original, em 1990, Os Três Tenores apresentaram-se nas Copas do Mundo de 1994 (Los Angeles), 1998 (Paris) e 2002 (Yokohama).
O sucesso de Pavarotti não aconteceu sem dificuldades. Ele ganhou a reputação de "Rei dos Cancelamentos", pela frequência em que ele cancelava suas performances. Em 1989, a relação do tenor com Ardis Krainik da Ópera Lírica de Chicago ficou estremecida. Em um período de oito anos, Pavarotti cancelou 26 das 41 performances na Companhia e o mundo assistiu Krainik cogitar a possibilidade de banir Pavarotti dos palcos da companhia.
Em 12 de dezembro de 1998, cantou com Jon Bon Jovi no especial Pavarotti and Friends, além de tornar-se o primeiro e único cantor de ópera a apresentar-se no programa de televisão humorístico Saturday Night Live, cantando com Vanessa L. Williams. Também cantou ao lado de U2 em 1995, e com Mercedes Sosa em um grande concerto no estádio da Bombonera, do Boca Juniors, em Buenos Aires, Argentina, em 1999.

### Anos 2000

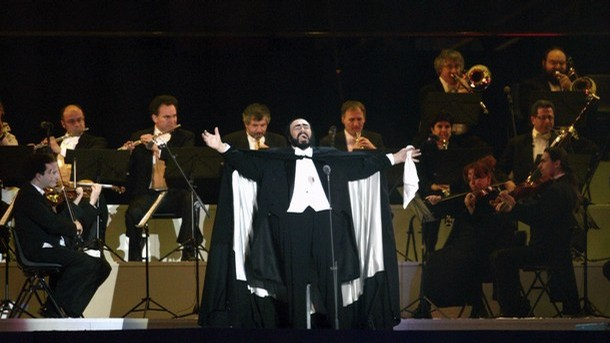
Pavarotti durante a abertura das Olimpíadas de Turim, em 2006; sua última apresentação pública.

Ele recebeu inúmeros prêmios e honras, incluindo Kennedy Center Honors em 2001. Também entrou para o Livro Guinness dos Recordes duas vezes: uma em 2004, por ter sido o cantor de ópera a ser chamado ao palco por mais vezes (165 vezes) e por ter gravado o álbum erudito mais vendido na história (In Concerto, dos Os Três Tenores).
No fim de 2003, ele gravou seu último álbum Ti Adoro. Mais de 13 músicas foram compostas e produzidas por Michele Centonze, que também tinha produzido o Pavarotti e Amigos, entre 1998 e 2000. O tenor descreveu o álbum como um presente de casamento para Nicoletta Mantovani.
Pavarotti começou sua turnê de despedida em 2004, aos 69 anos de idade, apresentando-se uma vez nos lugares que fizeram parte da sua carreira de 40 anos. Sua última performance no Metropolitan Opera House, em Nova Iorque, em 13 de setembro de 2004, recebendo uma calorosa ovação de 11 minutos pela performance de Maio Cavaradossi de Tosca, Giacomo Puccini. Em 1 de dezembro de 2004, ele anunciou sua turnê de despedida, passando por 40 cidades. O Brasil estava nessa lista. Foi também em 2004, que um dos empresários de Pavarotti Herbert Breslin, publicou um livro: O Rei e Eu.
Em março de 2005, Pavarotti passou por uma cirurgia no pescoço para reparar duas vértebras. onde perdeu parcialmente sua visão. No início de 2006, ele submeteu-se a uma cirurgia na coluna e contraiu uma infecção em um hospital de Nova Iorque, forçando o cancelamento de concertos por perda total da visão Estados Unidos, Canadá e Reino Unido.
Em 10 de fevereiro de 2006, Pavarotti cantou "Nessun Dorma" na cerimônia de abertura dos Jogos Olímpicos de Inverno de Turim, em 2006, sua última performance. Sua performance recebeu a mais longa e calorosa ovação da noite. Leone Magiera, que dirigiu a performance, revelou em suas memórias, em 2008, que a performance foi gravada semanas antes. "A orquestra fingiu tocar para o público, eu fingia conduzir e Luciano fingia cantar. O efeito foi maravilhoso", ele escreveu. O empresário do tenor, Terri Robson, disse que o tenor não queria aceitar o convite da comissão, pois não aguentaria cantar à noite, em uma temperatura negativa. A comissão acabou convencendo-o a gravar a música.

## Morte
Durante sua turnê de despedida, Pavarotti foi diagnosticado com câncer pancreático, em julho de 2006. O tenor lutou contra as implicações deste diagnóstico, submetido a uma cirurgia abdominal de grande porte e começou a fazer planos para a retomada de sua turnê. Na quinta-feira, 6 de setembro de 2007, ele morreu em Modena, Itália, aos 71 anos de idade. Poucas horas depois de sua morte, seu empresário, Terri Robson, fez o comunicado oficial: "O maestro travou uma longa e dura batalha contra o câncer pancreático, que acabou lhe tirando a vida. […] Ele manteve-se positivo até finalmente sucumbir, nos últimos estágios da doença".
Segundo vários relatos, pouco antes de morrer, o cantor recebeu os sacramentos da confissão e unção dos enfermos da Igreja Católica.
O funeral do tenor aconteceu na Catedral de Módena. Andrea Bocelli, José Carreras, Plácido Domingo, Bono Vox, Romano Prodi e Kofi Annan compareceram ao funeral. A Frecce Tricolori, uma companhia de aviação de demonstração, da Força Aérea Italiana, sobrevoou a Catedral deixando a mancha verde-branca-vermelha, as cores da bandeira italiana. Após a procissão do funeral pelo centro de Modena, o caixão de Pavarotti foi levado até a aldeia de Castelnuovo Rangone e enterrado junto aos túmulos de seus pais no Cemitério Montale Rangone, Módena, Emília-Romanha na Itália. O funeral foi transmitido ao vivo pela CNN. A Ópera Estatal de Viena e o Hall do Festival de Salzburgo estenderam bandeiras pretas, em sinal de luto. Homenagens foram publicadas por muitas casas de óperas, como o Royal Opera House de Londres, Covent Garden e o Metropolitan Opera House. O gigante time de futebol, Juventus, do qual Pavarotti era um fã de longa data, colocou uma mensagem de despedida em seu site, que dizia: "Adeus Pavarotti, coração preto e branco", referindo-se às famosas listras do time.

### Tributos
Em 12 de outubro de 2007, no dia em que Pavarotti completaria 72 anos de idade, o Google exibiu um cartoon de Pavarotti no lugar o "L" em seu logo. Um concerto de tributo aconteceu no Avery Fisher Hall dia 14 de fevereiro de 2008, em Nova Iorque.

### Testamento
Seu testamento foi lido um dia após sua morte e o segundo no mesmo mês. Ele deixou uma propriedade nos arredores de sua cidade natal, Modena, uma mansão em Pesaro, um apartamento em Monte Carlo e três apartamentos em Nova Iorque.
Advogados da viúva de Pavarotti, Giorgio Bernini, Anna Maria Bernini e o empresário Terri Robson, anunciaram em 30 de junho de 2008 que sua família resolveu amigavelmente a situação (uma situação de 300 milhões de euros, aproximadamente 480 milhões de dólares, na época). Pavarotti deixou duas vontades: que seus bens fossem divididos pela lei italiana, dando metade para sua segunda esposa, Nicoletta Mantovani e a outra metade dividir-se-ia para suas quatro filhas; a segunda vontade era deixar suas propriedades nos Estados Unidos para Mantovani. O juiz acatou essa vontade, mas no fim de julho de 2008, um procurador público de Pesaro, Massimo Di Patria, investigou alegações de que Pavarotti não estava em juízo com suas faculdades mentais quando assinou os documentos. Um advogado da viúva, Nicoletta afirmou em declarações que havia uma disputa entre a Sra. Mantovani e as três filhas do primeiro casamento.

## Vida pessoal
Em 13 de dezembro de 2003 ele se casou com sua assistente pessoal, Nicoletta Mantovani, com quem já tinha uma filha, Alice. Um segundo filho, Riccardo, não sobreviveu, devido a complicações no parto, em janeiro de 2003. Pavarotti também teve três outras filhas de seu primeiro casamento, com Adua, eles foram casados por 34 anos e tiveram Lorenza, Cristina e Guiliana. No momento de sua morte, ele tinha uma neta, Caterina.

## Em Portugal
Pavarotti atuou duas vezes em Portugal. A primeira em 13 de janeiro de 1991 no Coliseu de Lisboa num concerto denominado "Uma Noite com Luciano Pavarotti". Pavarotti cantou árias de Donizetti, Verdi, Massenet, Puccini, Leoncavallo e canções napolitanas.
Em 21 de Junho de 2000 atuou no Estádio de São Luís, em Faro com cenário do arquiteto Tomás Taveira. Na viagem entre Lisboa e Faro, partiu-se um vidro do jato privado do cantor, a cabine despressurizou e o avião caiu mais de três mil metros. O tenor não ganhou para o susto, comentando "Desta vez safei-me".
O incidente resultou numa otite e alguns problemas nas cordas vocais, pelo que teve de receber tratamento numa clínica próxima de Faro.
Cantou árias de Cilea, Puccini, Mascagni e Verdi, acompanhado pela Orquestra Nacional do Norte.

## No Brasil
Pavarotti esteve no Brasil sete vezes. A primeira foi em 1979, realizando dois recitais: um no Teatro Municipal do Rio de Janeiro, e o outro no Palácio das Convenções do Anhembi, em São Paulo, onde cantou para quatro mil pessoas sem o microfone. Esteve em 1991 em São Paulo onde cantou no estádio do Pacaembu para um público de 40 mil numa noite chuvosa. A última vez que ele esteve no Brasil foi em 2000, com uma apresentação dos Três Tenores, no Estádio do Morumbi, em São Paulo. Também cantou em dueto com o cantor Roberto Carlos em Porto Alegre no ano de 1998, outra apresentação dos dois juntos era esperada para o ano de 2007 em Minas Gerais mas foi cancelada devido a motivos de saúde de Luciano Pavarotti.

## Outros trabalhos

### Filme e televisão
Pavarotti participou de apenas um filme, uma comédia romântica chamada Yes, Giorgio (1982), mas apareceu em mais de 20 performances de óperas televisionadas entre 1978 e 1994, a maioria no Metropolitan Opera House e todas disponíveis em DVD.

### Humanitarismo
Pavarotti produzia, anualmente, os concertos beneficentes chamados "Pavarotti e Amigos", em sua cidade natal, Modena, Itália, cantando ao lado de grandes músicos de vários estilos, incluindo Laura Pausini, Bryan Adams, Bono Vox, Mariah Carey, Sheryl Crow, Céline Dion, Elton John, Queen, Sting, Spice Girls, Jon Bon Jovi e Tracy Chapman, para arrecadar fundos para as causas da ONU. Concertos foram feitos para as crianças das guerras e vítimas das guerras da Bósnia, Guatemala, Kosovo e Iraque. Em 1997, foi inaugurado na Bósnia e Herzegovina), o Pavarotti Music Centre, um centro de música dedicado a minimizar o sofrimento das crianças bósnias na cidade de Mostar, com os lucros obtidos na turnê do show "Pavarotti & Friends"! em 1995 e 1996.
Pavarotti produziu um concerto de beneficência para arrecadar dinheiro para as vítimas de tragédias como o Sismo de Espitaque, que matou 25 mil pessoas na Arménia, em dezembro de 1988 e cantou Ave Maria de Charles Gounod com o lendário cantor francês Charles Aznavour.
Foi amigo íntimo da Diana, Princesa de Gales. Eles arrecadaram fundos para eliminar minas terrestres usadas em guerras. Acabou sendo convidado para cantar no funeral da Princesa, mas recusou o convite, pois não se sentiria bem ao cantar. Entretanto, ele atendeu ao convite posteriormente.
Em 1998 foi apontado como Mensageiro da Paz das Nações Unidas, usando sua fama para trazer contribuições para a ONU, incluindo os projetos de HIV/AIDS, direitos infantis, pobreza, entre outros projetos. Em 1999 apresentou-se em Beirute, para marcar o ressurgimento do Líbano no cenário mundial, após 15 anos de guerra civil. Foi o maior concerto acontecido em Beirute após a guerra, reunindo 25 mil pessoas. Em seus concertos beneficentes, Pavarotti arrecadou mais do que qualquer outro individualmente.
Pavarotti recebeu o Prêmio Nansen da Alto Comissariado das Nações Unidas para os Refugiados, pelos seus trabalhos, e outras honras incluem: Prêmio Liberdade de Londres, Prêmio pelos Serviços Humanitários da Cruz Vermelha, MusiCares Pessoa do Ano da Academia de Artes e Ciências Nacional.
Foi patrono da Delta Omicron, uma fraternidade musical internacional.

## Discografia
Pavarotti possui uma vasta discografia composta por álbuns de estúdio, onde transita dos clássicos eruditos às canções mais populares do interior da Itália, coletâneas de canções dos grandes nomes na música mundial, gravações de várias das óperas em que atuou, álbuns ao vivo de alguns dos concertos que realizou ao longo de sua carreira, com participações de expoentes da música lírica, bem como de ídolos da cultura pop.